# یونس عبد علی
یونس عبد علی (عربی: يونس عبد علي؛ زادهٔ ۱ اوت ۱۹۶۸) بازیکن سابق و مربی فوتبال اهل عراق است.
از باشگاه‌هایی که در آن بازی کرده‌است می‌توان به باشگاه ورزشی الشرطه (سوریه) اشاره کرد.
وی همچنین در تیم‌های ملی فوتبال زیر ۱۷ سال عراق، زیر ۲۳ سال عراق، و عراق بازی کرده‌است.